# 新右翼 (以色列)
新右翼是以色列的一个右翼政党，2018年12月由司法部长阿耶萊特·沙凱德和教育部长內夫泰利·班尼特成立，旨在成為宗教和世俗主義者兩者的新選擇。

## 历史
2018年12月，內夫泰利·班尼特、阿耶萊特·沙凱德和穆阿利姆從猶太人家園退黨，成立了新右翼。
2019年1月2日，耶路撒冷邮报专栏作家卡羅琳·格利克加入新右翼。聋人权利活动家雪莉·平托于2019年1月8日加入该党；沙凱德表示，平托將成為“殘疾人權利的有效倡導者”。2021年6月16日，平托作为以色列第一位聋人议员加入以色列议会 。

## 意識形态
新右翼的网站介绍了其政治思想為：
- 促進宗教和世俗主義之間的合作。
- 促進以色列的土地屬於猶太人。
- 反對建立巴勒斯坦國。
- 對經濟自由主義的信仰。
- 信仰個人自由和個人責任。
- 以色列是猶太人民的民族國家，只有猶太人民。
- 少數民族享有完全民事權利。
- 在不強制的情況下，促進猶太傳統和國家的猶太特徵。
- 反對司法能動主義。
- 通過自由放任的方式促進高科技產業的發展。
- 抵制不必要的監管。
- 國家應該照顧那些無法照顧自己的人，而那些能夠工作的人必須工作。

該黨領袖阿耶萊特·沙凱德表示，該黨將在相互理解和加維森-梅丹契約的更新版本基礎上，努力協助宗教和世俗關係。

## 领袖
|  | 領導 | 領導            | 上任時間 |
|  | ---- | --------------- | -------- |
|  |      | 內夫泰利·班尼特 | 2018     |
|  |      | 阿耶萊特·沙凱德 | 2018     |